# I liga brazylijska w piłce nożnej (2008)
Mistrzem Brazylii został klub São Paulo, natomiast wicemistrzem Brazylii został klub Grêmio Porto Alegre.
Do Copa Libertadores w roku 2009 zakwalifikowały się następujące kluby:
- São Paulo (mistrz Brazylii)
- Grêmio Porto Alegre (wicemistrz Brazylii)
- Cruzeiro EC (3. miejsce – runda wstępna)
- SE Palmeiras (4. miejsce – runda wstępna)
- Sport Recife (zdobywca Copa do Brasil).

Do Copa Sudamericana w roku 2009 zakwalifikowały się następujące kluby:
- São Paulo (mistrz Brazylii)
- CR Flamengo (5. miejsce)
- SC Internacional (obrońca tytułu)
- Botafogo FR (7. miejsce)
- Goiás EC (8. miejsce)
- Coritiba FBC (9. miejsce)
- EC Vitória (10. miejsce)
- Atlético Mineiro (11. miejsce)
- Athletico Paranaense (13. miejsce)
- Fluminense FC (14. miejsce).

Cztery ostatnie w tabeli kluby spadły do drugiej ligi (Campeonato Brasileiro Série B):
- Figueirense FC
- CR Vasco da Gama
- Portuguesa
- Ipatinga.

Na miejsce spadkowiczów awansowały cztery najlepsze kluby drugiej ligi:
- Corinthians Paulista
- Santo André
- Avaí FC
- Grêmio Barueri.

## Campeonato Brasileiro Série A – sezon 2008

### Kolejka 1
| Data         | Mecz |
| ------------ | --- |
| 10 maja 2008 | EC Vitória – Cruzeiro EC 0:2 Marcelo Moreno 1, Bida 40s |
| 10 maja 2008 | Náutico – Goiás EC 2:1 Geraldo 2, 57 – Anderson Aquino 75 |
| 10 maja 2008 | São Paulo – Grêmio Porto Alegre 0:1 Pereira 49 |
| 11 maja 2008 | Botafogo FR – Sport Recife 2:0 Jorge Henrique 34, Diguinho aos 64 |
| 11 maja 2008 | SC Internacional – CR Vasco da Gama 1:0 Sidnei 2 |
| 11 maja 2008 | Coritiba FBC – SE Palmeiras 2:0 Michael 54, Hugo 83 |
| 11 maja 2008 | Ipatinga – Athletico Paranaense 0:1 Léo Medeiros 3 |
| 11 maja 2008 | Portuguesa – Figueirense FC 5:5 Marco Aurélio 3, Patrício 43, Bruno Rodrigo 56, Diogo 57, Christian Corręa 59 – Rodrigo Fabri 36, César Prates 50, Felipe Santana 69, 90+2, Bruno Santos 88 |
| 11 maja 2008 | CR Flamengo – Santos FC 3:1 Marcinho 29, Ibson 30, Juan Maldondo 74 – Moraes 90+1 |
| 11 maja 2008 | Atlético Mineiro – Fluminense FC 0:0 |

### Kolejka 2
| Data         | Mecz                                                                            |
| ------------ | ------------------------------------------------------------------------------- |
| 17 maja 2008 | Sport Recife – EC Vitória 0:0                                                   |
| 17 maja 2008 | CR Vasco da Gama – Portuguesa 3:1 Leandro Amaral 30, Edmundo 54, 89 – Diogo 83k |
| 17 maja 2008 | Cruzeiro EC – Botafogo FR 1:0 Guilherme 11                                      |
| 18 maja 2008 | Fluminense FC – Náutico 0:2 Wellington 71, Waley 90+4                           |
| 18 maja 2008 | Grêmio Porto Alegre – CR Flamengo 0:0                                           |
| 18 maja 2008 | Goiás EC – Atlético Mineiro 1:1 Paulo Baier 68 – Vanderlei 85                   |
| 18 maja 2008 | Athletico Paranaense – São Paulo 1:1 Danilo Larangeira 13 – Eder Luís 79        |
| 18 maja 2008 | Santos FC – Ipatinga 4:0 Kléber Corręa 60, Kléber Pereira 66, 70, 79            |
| 18 maja 2008 | Figueirense FC – Coritiba FBC 2:1 Cleiton Xavier 9, 41 – Hugo 12                |
| 18 maja 2008 | SE Palmeiras – SC Internacional 2:1 Denílson 29, Alex Mineiro 60k – Índio 45+2  |

### Kolejka 3
| Data         | Mecz                                                                              |
| ------------ | --------------------------------------------------------------------------------- |
| 24 maja 2008 | Grêmio Porto Alegre – Náutico 2:0 Léo 33, Perea 66                                |
| 24 maja 2008 | EC Vitória – Figueirense FC 4:0 Jackson 20, Dinei 25, 48, Ricardinho 83           |
| 24 maja 2008 | CR Flamengo – SC Internacional 2:1 Marcinho 50, Souza 54 – Nilmar 33              |
| 25 maja 2008 | Sport Recife – Fluminense FC 2:1 Júnior Maranhão 23, Leandro Machado 81 – Dodô 88 |
| 25 maja 2008 | Goiás EC – Ipatinga 1:1 Paulo Baier 5 – Neto Baiano 79                            |
| 25 maja 2008 | Cruzeiro EC – Santos FC 4:0 Guilherme 18, 63, Wágner 69, Maicosuel 79             |
| 25 maja 2008 | São Paulo – Coritiba FBC 1:1 Borges 26 – Rubens Cardoso 14                        |
| 25 maja 2008 | Botafogo FR – CR Vasco da Gama 1:1 Lúcio Flávio 86k – Eduardo Luiz 1              |
| 25 maja 2008 | Portuguesa – SE Palmeiras 1:1 Diogo 58 – David 20                                 |
| 25 maja 2008 | Athletico Paranaense – Atlético Mineiro 1:1 Marcelo Ramos 61 – Eduardo 55         |

### Kolejka 4
| Data           | Mecz                                                                          |
| -------------- | ----------------------------------------------------------------------------- |
| 31 maja 2008   | SC Internacional – Sport Recife 1:1 Alex Meschini 6 – Leandro Machado 13      |
| 31 maja 2008   | Figueirense FC – Goiás EC 0:0                                                 |
| 31 maja 2008   | CR Vasco da Gama – Grêmio Porto Alegre 2:1 Jean Ferreira 51, 75 – Reinaldo 30 |
| 1 czerwca 2008 | Santos FC – São Paulo 0:0                                                     |
| 1 czerwca 2008 | Coritiba FBC – Cruzeiro EC 1:1 Michael 48 – Ramires 55                        |
| 1 czerwca 2008 | Náutico – Botafogo FR 3:0 Felipe 12, 46, Wellington 62                        |
| 1 czerwca 2008 | Ipatinga – EC Vitória 2:0 Renato 11, Adeílson 90+2                            |
| 1 czerwca 2008 | Fluminense FC – CR Flamengo 0:1 Leonardo Moura 87k                            |
| 1 czerwca 2008 | Atlético Mineiro – Portuguesa 2:0 Coelho 29, Marques 56                       |
| 1 czerwca 2008 | SE Palmeiras – Athletico Paranaense 1:0 Alex Mineiro 55                       |

### Kolejka 5
| Data           | Mecz |
| -------------- | --- |
| 7 czerwca 2008 | CR Flamengo – Figueirense FC 5:0 Marcinho 2, 39, 44, Souza 36, 87                                           |
| 7 czerwca 2008 | Ipatinga – Náutico 0:0                                                                                      |
| 7 czerwca 2008 | São Paulo – Atlético Mineiro 5:1 Hernanes 8, Joilson 12, André Dias 15, Hugo 38, 84 – Coelho 70             |
| 8 czerwca 2008 | Grêmio Porto Alegre – Fluminense FC 2:1 Perea 23, 55 – Dodô 77                                              |
| 8 czerwca 2008 | Portuguesa – SC Internacional 3:1 Washington 46, Bruno Rodrigo 57, Diogo 65k – Nilmar 8                     |
| 8 czerwca 2008 | Athletico Paranaense – Goiás EC 5:0 Antonio Carlos 11, Alan Bahia 35, 64, Marcelo Ramos 75, Pedro Oldoni 80 |
| 8 czerwca 2008 | Sport Recife – SE Palmeiras 2:0 Luciano Henrique 59, Roger 87                                               |
| 8 czerwca 2008 | Botafogo FR – Coritiba FBC 2:1 Carlos Alberto Jesus 19, Lúcio Flávio 85 – Hugo 66                           |
| 8 czerwca 2008 | EC Vitória – Santos FC 1:0 Dinei 22                                                                         |
| 8 czerwca 2008 | Cruzeiro EC – CR Vasco da Gama 1:0 Charles 71                                                               |

### Kolejka 6
| Data            | Mecz |
| --------------- | --- |
| 12 czerwca 2008 | Fluminense FC – Santos FC 1:1 Washington Cerqueira 6 – Tíago Luís 90+1                                                  |
| 12 czerwca 2008 | SE Palmeiras – Cruzeiro EC 5:2 Alex Mineiro 30, 87, Valdívia 57, Diego Souza 67, Henrique 79 – Guilherme 16, Charles 77 |
| 12 czerwca 2008 | Atlético Mineiro – Ipatinga 4:2 Welton Felipe 1, Coelho 34, Beto 52, Dejan Petkovic 56 – Gerson Magrăo 16, Adeilson 76  |
| 14 czerwca 2008 | CR Flamengo – São Paulo 2:4 Ibson 56, 69 – Borges 11, 61, Aloísio 64, Éder Luís 90+2                                    |
| 14 czerwca 2008 | SC Internacional – Botafogo FR 2:1 Edinho 6, Adriano 17 – Alessandro 90+2                                               |
| 14 czerwca 2008 | Figueirense FC – Sport Recife 3:1 César 43, Ramón 54, Cleiton Xavier 87 – Luciano Henrique 11                           |
| 14 czerwca 2008 | Portuguesa – Athletico Paranaense 1:0 Washington 1                                                                      |
| 14 czerwca 2008 | Náutico – CR Vasco da Gama 1:1 Wellington 72 – Edmundo 68                                                               |
| 14 czerwca 2008 | Goiás EC – Grêmio Porto Alegre 0:3 Marcel 28, 63, Thiego 86                                                             |
| 14 czerwca 2008 | Coritiba FBC – EC Vitória 0:0                                                                                           |

### Kolejka 7
| Data            | Mecz                                                                                    |
| --------------- | --------------------------------------------------------------------------------------- |
| 21 czerwca 2008 | Botafogo FR – Portuguesa 0:1 Edno 12                                                    |
| 21 czerwca 2008 | São Paulo – Sport Recife 1:0 Hugo 90                                                    |
| 21 czerwca 2008 | Cruzeiro EC – Figueirense FC 3:0 Guilherme 34k, Weldon 56, 67                           |
| 21 czerwca 2008 | Coritiba FBC – Fluminense FC 2:1 Hugo 19, Marlos 85 – Allan 79                          |
| 22 czerwca 2008 | Ipatinga – CR Flamengo 1:3 Tiago Vieira 81 – Juan Maldondo 57, Ibson 66, Kleberson 90+1 |
| 22 czerwca 2008 | EC Vitória – SC Internacional 2:1 Marquinhos 17, Willians 31 – Nilmar 67                |
| 22 czerwca 2008 | CR Vasco da Gama – SE Palmeiras 0:2 Alex Mineiro 36, Kleber 75                          |
| 22 czerwca 2008 | Grêmio Porto Alegre – Athletico Paranaense 3:0 Roger Flores 12p, 58k, 72k               |
| 22 czerwca 2008 | Santos FC – Goiás EC 0:4 Alex Terra 7, Iarley 28, 72, Romerito 88                       |
| 22 czerwca 2008 | Náutico – Atlético Mineiro 2:1 Warley 41, Welington 76 – Vinícius 59                    |

### Kolejka 8
| Data            | Mecz |
| --------------- | --- |
| 28 czerwca 2008 | CR Vasco da Gama – Ipatinga 4:2 Alex Teixeira 3, 11, Leandro Amaral 41, Jean Ferreira 81 – Gian 28, Adeílson 51 |
| 28 czerwca 2008 | Portuguesa – Santos FC 0:0                                                                                      |
| 28 czerwca 2008 | EC Vitória – Goiás EC 3:0 Ramon 44, Ricardinho 86, Dinei 90                                                     |
| 29 czerwca 2008 | Figueirense FC – Atlético Mineiro 1:1 Marquinhos 39 – Dejan Petkovic 50                                         |
| 29 czerwca 2008 | Sport Recife – CR Flamengo 1:2 Francisco Alex 75 – Obina 54, 90+2                                               |
| 29 czerwca 2008 | Cruzeiro EC – São Paulo 1:1 Guilherme 32 – Borges 46                                                            |
| 29 czerwca 2008 | Athletico Paranaense – Coritiba FBC 1:1 Alan Bahia 81k – Marcos Tamandaré 86                                    |
| 29 czerwca 2008 | SE Palmeiras – Náutico 2:0 Alex Mineiro 45, Denílson 87                                                         |
| 29 czerwca 2008 | Fluminense FC – Botafogo FR 0:0                                                                                 |
| 29 czerwca 2008 | Grêmio Porto Alegre – SC Internacional 1:1 Índio 5 – Roger 82k                                                  |

### Kolejka 9
| Data         | Mecz                                                                             |
| ------------ | -------------------------------------------------------------------------------- |
| 5 lipca 2008 | Athletico Paranaense – Santos FC 1:0 Alan Bahia 78                               |
| 5 lipca 2008 | CR Flamengo – Náutico 3:0 Leonardo Moura 11, Marcinho 19, Kleberson 59           |
| 5 lipca 2008 | Sport Recife – Cruzeiro EC 1:0 Marquinhos Paraná 72s                             |
| 6 lipca 2008 | Figueirense FC – CR Vasco da Gama 2:1 Cleiton Xavier 76, 85 – Rodrigo Antônio 44 |
| 6 lipca 2008 | Atlético Mineiro – SE Palmeiras 1:1 Eduardo 11 – Diego Souza 81                  |
| 6 lipca 2008 | Portuguesa – EC Vitória 1:2 Vaguinho 74 – Dinei 1, Ramon 16                      |
| 6 lipca 2008 | SC Internacional – Coritiba FBC 3:0 Alex Meschini 29, 69, 74                     |
| 6 lipca 2008 | São Paulo – Ipatinga 1:1 Borges 40 – Luciano Mandi 88                            |
| 6 lipca 2008 | Goiás EC – Fluminense FC 1:0 Iarley 27                                           |
| 6 lipca 2008 | Botafogo FR – Grêmio Porto Alegre 2:0 Túlio 16, Zé Carlos 53                     |

### Kolejka 10
| Data          | Mecz |
| ------------- | --- |
| 9 lipca 2008  | SC Internacional – Goiás EC 1:0 Adriano 48                                                                                 |
| 9 lipca 2008  | Coritiba FBC – Portuguesa 4:0 Keirrison 53, Rubens Cardoso 61, Hugo 72, 89                                                 |
| 9 lipca 2008  | Fluminense FC – Athletico Paranaense 3:0 Dodô 13, Conca 84, Somália 90+1                                                   |
| 9 lipca 2008  | EC Vitória – Botafogo FR 5:2 Ramon Hubner 11k, 13, 41k, Marcelo Cordeiro 34, 48 – Lúcio Flávio 25k, Wellington Paulista 66 |
| 9 lipca 2008  | Santos FC – Grêmio Porto Alegre 1:1 Michael 45 – Rodrigo Mendes 24                                                         |
| 9 lipca 2008  | Náutico – São Paulo 2:1 Radamés 22, Everaldo 57 – Borges 19                                                                |
| 9 lipca 2008  | Atlético Mineiro – CR Flamengo 1:1 Marcos 76 – Marcinho 16                                                                 |
| 10 lipca 2008 | CR Vasco da Gama – Sport Recife 4:0 Morais 35, Pablo 54, Jean Ferreira 67, Edmundo 70                                      |
| 10 lipca 2008 | SE Palmeiras – Figueirense FC 1:1 Alex Mineiro 70 – Cleiton Xavier 60                                                      |
| 10 lipca 2008 | Ipatinga – Cruzeiro EC 2:2 Gian 40, Adeílson 54 – Charles 69, Jadilson 88                                                  |

### Kolejka 11
| Data          | Mecz                                                                                          |
| ------------- | --------------------------------------------------------------------------------------------- |
| 12 lipca 2008 | Fluminense FC – EC Vitória 2:1 Rafael 71, Dodô 81. Marquinhos 57                              |
| 12 lipca 2008 | Goiás EC – Coritiba FBC 2:2 Romerito 53, Paulo Henrique 78 – Keirrison 46, Thiago Bernardi 87 |
| 13 lipca 2008 | São Paulo – SE Palmeiras 2:1 André Dias 6, Eder Luís 83 – Jeci 90+2                           |
| 13 lipca 2008 | Athletico Paranaense – SC Internacional 1:1 Alan Bahia 58k – Índio 81                         |
| 13 lipca 2008 | Santos FC – Botafogo FR 2:2 Kléber Pereira 78, 86 – Zé Carlos 4, Wellington Paulista 17       |
| 13 lipca 2008 | Cruzeiro EC – Atlético Mineiro 2:1 Thiago Martinelli 36, Ramires 90+1 – Danilinho 33          |
| 13 lipca 2008 | Ipatinga – Figueirense FC 0:1 Cleiton Xavier 19                                               |
| 13 lipca 2008 | Grêmio Porto Alegre – Portuguesa 2:1 Marcel 36, 75 – Rogério 30                               |
| 13 lipca 2008 | CR Flamengo – CR Vasco da Gama 3:1 Ibson 9k, Fábio Luciano 36, Cristian 63 – Alex Teixeira 84 |
| 13 lipca 2008 | Náutico – Sport Recife 0:2 Carlinhos Bala 10, Durval 48                                       |

### Kolejka 12
| Data          | Mecz |
| ------------- | --- |
| 16 lipca 2008 | Sport Recife – Grêmio Porto Alegre 2:2 Durval 60, Fernando Fumagalli 81 – William Magrăo 52, Rodrigo Mendes 63 |
| 16 lipca 2008 | Botafogo FR – Ipatinga 4:0 Zé Carlos 5, Wellington Paulista 18, Jorge Henrique 43, 52                          |
| 16 lipca 2008 | Portuguesa – Náutico 3:2 Edno 48, Patrício 83, Jonas 90 – Felipe 14, Gilmar 32                                 |
| 16 lipca 2008 | Figueirense FC – Santos FC 3:0 Edu Salles 27, 44, Tadeu 57                                                     |
| 16 lipca 2008 | Cruzeiro EC – Athletico Paranaense 1:0 Elicarlos 85                                                            |
| 16 lipca 2008 | SE Palmeiras – Fluminense FC 3:1 Kléber 34, 49, Maicosuel 77 – Washington Cerqueira 36                         |
| 16 lipca 2008 | EC Vitória – São Paulo 1:3 Dinei 90 – Hugo 13, Dagoberto 73, Éder Luis 80                                      |
| 17 lipca 2008 | SC Internacional – Atlético Mineiro 1:0 Nilmar 6                                                               |
| 17 lipca 2008 | Coritiba FBC – CR Flamengo 1:0 Rodrigo Mancha 17                                                               |
| 17 lipca 2008 | CR Vasco da Gama – Goiás EC 1:1 Luizăo 90+1 – Romerito 42                                                      |

### Kolejka 13
| Data          | Mecz |
| ------------- | --- |
| 19 lipca 2008 | Ipatinga – Portuguesa 4:1 Rodriguinho 12, 36, Dias 74s, Marinho 77 – Halisson 64                                   |
| 19 lipca 2008 | Fluminense FC – Figueirense FC 1:0 Thiago Neves 85                                                                 |
| 19 lipca 2008 | Grêmio Porto Alegre – Cruzeiro EC 1:0 Paulo Sérgio 18                                                              |
| 20 lipca 2008 | Goiás EC – SE Palmeiras 3:2 Alex Terra 11, 60, Paulo Henrique 21 – Alex Mineiro 42, Jeci 45+1                      |
| 20 lipca 2008 | Santos FC – Sport Recife 1:0 Kléber Pereira 44                                                                     |
| 20 lipca 2008 | Athletico Paranaense – CR Vasco da Gama 3:1 Joăozinho 18, Márcio Azevedo 50, Ânderson Aquino 90+3 – Alan Kardec 71 |
| 20 lipca 2008 | Náutico – SC Internacional 1:1 Radamés 59 – Nilmar 86                                                              |
| 20 lipca 2008 | São Paulo – Botafogo FR 2:1 Rogério Ceni 34k, Dagoberto 88 – Carlos Alberto 77                                     |
| 20 lipca 2008 | CR Flamengo – EC Vitória 0:1 Dinei 54                                                                              |
| 20 lipca 2008 | Atlético Mineiro – Coritiba FBC 3:2 Gedeon 30, Dejan Petkovic 45k, Eduardo 72 – Keirrison 9, César Prates 18s      |

### Kolejka 14
| Data          | Mecz |
| ------------- | --- |
| 23 lipca 2008 | Coritiba FBC – Ipatinga 1:0 Carlinhos Paraíba 74                                                                |
| 23 lipca 2008 | Cruzeiro EC – Goiás EC 0:1 Iarley 40                                                                            |
| 23 lipca 2008 | EC Vitória – Náutico 2:0 Marquinhos 24, 61                                                                      |
| 23 lipca 2008 | SC Internacional – São Paulo 2:0 Nilmar 35, 62                                                                  |
| 23 lipca 2008 | Botafogo FR – Atlético Mineiro 4:0 Lúcio Flávio 1k, Triguinho 69, Carlos Alberto 86, Gil 89                     |
| 23 lipca 2008 | Portuguesa – CR Flamengo 2:2 Diogo 39k, 47k – Ronaldo Angelim 35, Ibson 42                                      |
| 23 lipca 2008 | CR Vasco da Gama – Fluminense FC 3:3 Edmundo 18, 58, Leandro Amaral 53 – Washington Cerqueira 54, 74k, Tartá 81 |
| 24 lipca 2008 | SE Palmeiras – Santos FC 4:2 Leandro 12, 29, Alex Mineiro 14, Gladstone 44 – Kléber Pereira 33, Apodi 37        |
| 24 lipca 2008 | Figueirense FC – Grêmio Porto Alegre 1:7 Cleiton Xavier 36k – Perea 17, 28, 67, Marcel 52, Reinaldo 69, 80, 83  |
| 24 lipca 2008 | Sport Recife – Athletico Paranaense 1:0 Luciano Henrique 52                                                     |

### Kolejka 15
| Data          | Mecz |
| ------------- | --- |
| 26 lipca 2008 | Fluminense FC – Cruzeiro EC 1:3 Washington Cerqueira 10k – Guilherme 36, Fabrício 39, Wágner 85               |
| 26 lipca 2008 | Ipatinga – SC Internacional 1:0 Beto 77                                                                       |
| 26 lipca 2008 | Náutico – Coritiba FBC 1:2 Piauí EC 51 – Guaru 43, Keirrison 88                                               |
| 27 lipca 2008 | Grêmio Porto Alegre – SE Palmeiras 1:1 Anderson Pico 67 – Alex Mineiro 63k                                    |
| 27 lipca 2008 | Santos FC – CR Vasco da Gama 5:2 Molina 17, 89, Kléber Pereira 31k, 39k, 45+2k – Leandro Amaral 36, Madson 82 |
| 27 lipca 2008 | Goiás EC – Sport Recife 1:2 Vitor 36 – Júnior Maranhão 33, Durval 74                                          |
| 27 lipca 2008 | Athletico Paranaense – Figueirense FC 0:0                                                                     |
| 27 lipca 2008 | São Paulo – Portuguesa 3:1 Hugo 62, Dagoberto 70, Eder Luis 85 – Edno 48                                      |
| 27 lipca 2008 | Atlético Mineiro – EC Vitória 2:1 Marques 43, Gedeon 54 – Rodrigăo 81                                         |
| 27 lipca 2008 | CR Flamengo – Botafogo FR 0:0                                                                                 |

### Kolejka 16
| Data          | Mecz |
| ------------- | --- |
| 30 lipca 2008 | EC Vitória – Athletico Paranaense 2:1 Marquinhos 52, Ramon Hubner 88 – Nei 38                                                    |
| 30 lipca 2008 | Cruzeiro EC – Náutico 4:2 Wágner 12, Guilherme 16k, 68, Henrique 55 – Wellington 22, Geraldo 88k                                 |
| 30 lipca 2008 | Portuguesa – Fluminense FC 3:1 Jonas 27, 86, Preto 56 – Conca 19                                                                 |
| 30 lipca 2008 | Botafogo FR – Goiás EC 2:0 Túlio 28, 44                                                                                          |
| 30 lipca 2008 | SC Internacional – Santos FC 0:1 Maikon Leite 65                                                                                 |
| 30 lipca 2008 | Figueirense FC – São Paulo 1:1 Tadeu 7 – Hugo 79                                                                                 |
| 30 lipca 2008 | SE Palmeiras – CR Flamengo 1:0 Sandro Silva 51                                                                                   |
| 31 lipca 2008 | Coritiba FBC – Grêmio Porto Alegre 0:1 Marcel 47                                                                                 |
| 31 lipca 2008 | CR Vasco da Gama – Atlético Mineiro 6:1 Edmundo 13, Eduardo Luiz 24, Madson 34, Wagner Diniz 46, 61, Leandro Amaral 51 – Jael 15 |
| 31 lipca 2008 | Sport Recife – Ipatinga 3:1 Carlinhos Bala 61, Luciano Henrique 73k, Ciro 88 – Beto 81                                           |

### Kolejka 17
| Data            | Mecz                                                                                 |
| --------------- | ------------------------------------------------------------------------------------ |
| 2 sierpnia 2008 | Fluminense FC – SC Internacional 1:2 Somália 25 – Nilmar 5, 27                       |
| 2 sierpnia 2008 | Goiás EC – Portuguesa 4:0 Júlio César 42, 70, Iarley 49, Romerito 67                 |
| 2 sierpnia 2008 | Náutico – Figueirense FC 1:2 Gilmar 50 – Rafael 7, 26                                |
| 3 sierpnia 2008 | CR Flamengo – Cruzeiro EC 1:2 Vandinho 57 – Guilherme 66, Rômulo 69                  |
| 3 sierpnia 2008 | Ipatinga – SE Palmeiras 1:2 Adeílson 90 – Valdívia 12, 81                            |
| 3 sierpnia 2008 | São Paulo – CR Vasco da Gama 4:0 André Lima 20, 40, Rogério Ceni 69, 87k             |
| 3 sierpnia 2008 | Grêmio Porto Alegre – EC Vitória 2:0 Willian Magrăo 16, Reinaldo 88                  |
| 3 sierpnia 2008 | Athletico Paranaense – Botafogo FR 0:3 Lúcio Flávio 29k, Jorge Henrique 58, Túlio 69 |
| 3 sierpnia 2008 | Santos FC – Coritiba FBC 1:3 Maykon Leite 71 – Keirisson 14, 67, 80                  |
| 3 sierpnia 2008 | Atlético Mineiro – Sport Recife 2:1 Marques 15, Gedeon 77 – Roger 14                 |

### Kolejka 18
| Data            | Mecz |
| --------------- | --- |
| 6 sierpnia 2008 | Grêmio Porto Alegre – Ipatinga 1:0 Perea 3                                                                      |
| 6 sierpnia 2008 | CR Vasco da Gama – Coritiba FBC 0:2 Joăo Henrique 32, Keirrison 78                                              |
| 6 sierpnia 2008 | Athletico Paranaense – Náutico 2:0 Rafael Moura 18, Danilo Larangeira 81                                        |
| 6 sierpnia 2008 | Sport Recife – Portuguesa 2:0 Roger 45, Bruno Rodrigo 57                                                        |
| 6 sierpnia 2008 | Santos FC – Atlético Mineiro 2:3 Kléber Pereira 2, Vinicius 28og – Jael 29, Márcio Araújo 51, Raphael Aguiar 75 |
| 6 sierpnia 2008 | Goiás EC – CR Flamengo 2:1 Iarley 51, 90+1 – Leonardo Moura 65k                                                 |
| 6 sierpnia 2008 | Fluminense FC – São Paulo 3:1 Washigton Cerqueira 55p, 62, 83 – Hugo 48                                         |
| 7 sierpnia 2008 | Figueirense FC – Botafogo FR 1:2 Rafael Coelho 61 – Túlio 16, Thiaguinho 54                                     |
| 7 sierpnia 2008 | SE Palmeiras – EC Vitória 3:0 Valdivia 16, Alex Mineiro 50, Sandro Silva 80                                     |
| 7 sierpnia 2008 | Cruzeiro EC – SC Internacional 2:0 Gérson Magrăo 3, Sorondo 47s                                                 |

### Kolejka 19
| Data             | Mecz |
| ---------------- | --- |
| 9 sierpnia 2008  | CR Flamengo – Athletico Paranaense 1:0 Jailton 76                                                        |
| 9 sierpnia 2008  | Atlético Mineiro – Grêmio Porto Alegre 0:4 William Magrăo 35, Tcheco 57k, Reinaldo 78, 82                |
| 9 sierpnia 2008  | São Paulo – Goiás EC 2:1 Zé Luís 2, Rodrigo 45 – Iarley 16k                                              |
| 10 sierpnia 2008 | Coritiba FBC – Sport Recife 3:0 Marlos 15, Keirrison 28, 54                                              |
| 10 sierpnia 2008 | Botafogo FR – SE Palmeiras 1:0 Zé Carlos 79                                                              |
| 10 sierpnia 2008 | EC Vitória – CR Vasco da Gama 5:0 Dinei 5, Ramon Hubner 43, Leandro Domingues 60, Jackson 69, Adriano 82 |
| 10 sierpnia 2008 | Portuguesa – Cruzeiro EC 2:1 Jonas 7, Edno 61 – Fabrício 74                                              |
| 10 sierpnia 2008 | Ipatinga – Fluminense FC 2:1 Adeílson 81, Kempes 83 – Tartá 42                                           |
| 10 sierpnia 2008 | Náutico – Santos FC 1:0 Negretti 65                                                                      |
| 10 sierpnia 2008 | SC Internacional – Figueirense FC 1:1 Nilmar 33 – Diogo 24                                               |

### Kolejka 20
| Data             | Mecz                                                                                               |
| ---------------- | -------------------------------------------------------------------------------------------------- |
| 16 sierpnia 2008 | Cruzeiro EC – EC Vitória 2:1 Charles 39, Guilherme 56 – Ricardinho 88                              |
| 16 sierpnia 2008 | Figueirense FC – Portuguesa 2:1 Ricardinho 51, Wellington Amorin 85 – Washington 81                |
| 16 sierpnia 2008 | Athletico Paranaense – Ipatinga 5:0 Danilo Larangeira 8, Pedro Oldoni 36, 75, 82, Ferreira 50      |
| 17 sierpnia 2008 | CR Vasco da Gama – SC Internacional 4:0 Bolivar 19s, Edmundo 48, Eduardo Luiz 50, Jean Ferreira 87 |
| 17 sierpnia 2008 | Santos FC – CR Flamengo 2:2 Kléber Pereira 38, 51 – Leonardo Moura 7, 76k                          |
| 17 sierpnia 2008 | Goiás EC – Náutico 3:0 Paulo Baier 25, Paulo Henrique 65, Vitor 71                                 |
| 17 sierpnia 2008 | Grêmio Porto Alegre – São Paulo 1:0 Perea 9                                                        |
| 17 sierpnia 2008 | Sport Recife – Botafogo FR 0:1 Jorge Henrique 55                                                   |
| 17 sierpnia 2008 | Fluminense FC – Atlético Mineiro 1:0 Dodô 61                                                       |
| 17 sierpnia 2008 | SE Palmeiras – Coritiba FBC 1:0 Alex Mineiro 75                                                    |

### Kolejka 21
| Data             | Mecz                                                                                            |
| ---------------- | ----------------------------------------------------------------------------------------------- |
| 20 sierpnia 2008 | EC Vitória – Sport Recife 0:0                                                                   |
| 20 sierpnia 2008 | Coritiba FBC – Figueirense FC 3:0 Mauricio 4, Keirrison 64, Joăo Henrique 72                    |
| 20 sierpnia 2008 | Botafogo FR – Cruzeiro EC 1:0 Lúcio Flávio 78k                                                  |
| 20 sierpnia 2008 | São Paulo – Athletico Paranaense 3:1 Hugo 46, Borges 68, André Lima 90 – Pedro Oldoni 20        |
| 20 sierpnia 2008 | SC Internacional – SE Palmeiras 4:1 Índio 18, 61, Alex Meschini 19, Taison 84 – Alex Mineiro 4k |
| 20 sierpnia 2008 | Náutico – Fluminense FC 1:3 Kuki 7 – Washington Cerqueira 6, 60, 86                             |
| 20 sierpnia 2008 | Ipatinga – Santos FC 1:1 Henrique 84 – Cuevas 82                                                |
| 21 sierpnia 2008 | Portuguesa – CR Vasco da Gama 0:1 Alex Teixeira 57                                              |
| 21 sierpnia 2008 | CR Flamengo – Grêmio Porto Alegre 2:1 Maxi 26, Toró 85 – Willamis Souza 82                      |
| 21 sierpnia 2008 | Atlético Mineiro – Goiás EC 1:1 Dejan Petkovic 19k – Paulo Baier 22                             |

### Kolejka 22
| Data             | Mecz                                                                                                |
| ---------------- | --------------------------------------------------------------------------------------------------- |
| 23 sierpnia 2008 | Fluminense FC – Sport Recife 1:1 Washington Cerqueira 84k – Roger 14                                |
| 23 sierpnia 2008 | Figueirense FC – EC Vitória 1:2 Bruno Aguiar 14 – Marcelo Batatais 2, Rodrigăo 39                   |
| 24 sierpnia 2008 | SC Internacional – CR Flamengo 1:1 Nilmar 14 – Obina 59                                             |
| 24 sierpnia 2008 | Coritiba FBC – São Paulo 2:2 Ricardinho 13, Keirrison 48 – Rodrigo 43, Hugo 51                      |
| 24 sierpnia 2008 | Ipatinga – Goiás EC 1:0 Ferreira 57                                                                 |
| 24 sierpnia 2008 | SE Palmeiras – Portuguesa 4:2 Alex Mineiro 21k, 43, Gustavo 26, Kléber 34 – Jonas 68, 83            |
| 24 sierpnia 2008 | Santos FC – Cruzeiro EC 2:0 Kleber Pereira 41, 79                                                   |
| 24 sierpnia 2008 | Atlético Mineiro – Athletico Paranaense 4:0 Serginho 25, Lenílson 45, Marques 55, Luis Gustavo 90+1 |
| 24 sierpnia 2008 | Náutico – Grêmio Porto Alegre 1:1 Paulo Santos 56 – Rever 90+3                                      |
| 24 sierpnia 2008 | CR Vasco da Gama – Botafogo FR 1:1 Madson 89 – Wellington Paulista 53                               |

### Kolejka 23
| Data             | Mecz                                                                                              |
| ---------------- | ------------------------------------------------------------------------------------------------- |
| 30 sierpnia 2008 | EC Vitória – Ipatinga 0:0                                                                         |
| 30 sierpnia 2008 | Goiás EC – Figueirense FC 2:0 Iarley 45, Romerito 75                                              |
| 30 sierpnia 2008 | Botafogo FR – Náutico 1:1 Carlos Alberto 39 – Adriano 84                                          |
| 31 sierpnia 2008 | CR Flamengo – Fluminense FC 2:2 Marcelinho Paraíba 25, Kleberson 89 – Darío Conca 11, Maurício 66 |
| 31 sierpnia 2008 | Cruzeiro EC – Coritiba FBC 1:1 Espinoza 4 – Tiago Silvy 89                                        |
| 31 sierpnia 2008 | Portuguesa – Atlético Mineiro 1:1 Washington 65 – César Prates 15                                 |
| 31 sierpnia 2008 | São Paulo – Santos FC 0:0                                                                         |
| 31 sierpnia 2008 | Grêmio Porto Alegre – CR Vasco da Gama 2:1 Soares 9, Marcel74 – Alan Kardec 70                    |
| 31 sierpnia 2008 | Sport Recife – SC Internacional 1:0 Dutra 57                                                      |
| 31 sierpnia 2008 | Athletico Paranaense – SE Palmeiras 1:2 Alan Bahia 59k – Diego Souza 19, 72                       |

### Kolejka 24
| Data            | Mecz |
| --------------- | --- |
| 3 września 2008 | Goiás EC – Athletico Paranaense 4:0 Romerito 14k, Iarley 19, Vitor 31, Anderson Gomes 64                                     |
| 3 września 2008 | Santos FC – EC Vitória, 2:0 Kléber Pereira 4, 75                                                                             |
| 3 września 2008 | Figueirense FC – CR Flamengo 2:3 Rafael Coelho 50, Tadeu 90+2 – Ronaldo Angelim 17, Marcelinho Paraiba 40, Leonardo Moura 79 |
| 3 września 2008 | Atlético Mineiro – São Paulo 1:1 Márcio Araújo 80 – Borges 18                                                                |
| 4 września 2008 | CR Vasco da Gama – Cruzeiro EC 1:3 André 70 – Guilherme 29k, 76k, Ramires 36                                                 |
| 4 września 2008 | SE Palmeiras – Sport Recife 0:3 Roger 26, 67, Durval 78                                                                      |
| 6 września 2008 | Fluminense FC – Grêmio Porto Alegre 0:0                                                                                      |
| 6 września 2008 | SC Internacional – Portuguesa 1:0 Magrăo 28                                                                                  |
| 6 września 2008 | Coritiba FBC – Botafogo FR 0:1 Thiaguinho 69                                                                                 |
| 6 września 2008 | Náutico – Ipatinga 2:0 Felipe 78, 87                                                                                         |

### Kolejka 25
| Data             | Mecz |
| ---------------- | --- |
| 13 września 2008 | Grêmio Porto Alegre – Goiás EC 1:2 Léo 30 – Paulo Baier 49, Vitor 75                                       |
| 13 września 2008 | Athletico Paranaense – Portuguesa 2:0 Júlio César 49, Antônio Carlos 57                                    |
| 13 września 2008 | Ipatinga – Atlético Mineiro 3:2 Ferreira 36, Mandi 53, Adeílson 62 – Renan Oliveira 60, Leandro Almeida 68 |
| 14 września 2008 | Sport Recife – Figueirense FC 5:0 Roger 4, 52, Júnior Maranhão 29, Wilson 62, Sandro Goiano 77             |
| 14 września 2008 | CR Vasco da Gama – Náutico 1:3 Leandro Amaral 26 – Clodoaldo 17, Ruy 81, Felipe 90+1                       |
| 14 września 2008 | Cruzeiro EC – SE Palmeiras 0:1 Diego Souza 87                                                              |
| 14 września 2008 | São Paulo – CR Flamengo 2:0 Dagoberto 44, Hugo 59                                                          |
| 14 września 2008 | Botafogo FR – SC Internacional 1:2 André Luis 58 – Alex Meschini 28, DAlessandro 50                        |
| 14 września 2008 | EC Vitória – Coritiba FBC 1:0 Marcelo Cordeiro 10                                                          |
| 14 września 2008 | Santos FC – Fluminense FC 2:1 Kléber Pereira 45, Bida 78 – Romeu 90                                        |

### Kolejka 26
| Data             | Mecz |
| ---------------- | --- |
| 20 września 2008 | Fluminense FC – Coritiba FBC 2:3 Washington Cerqueira 31, 90+1 – Carlinhos Paraíba 10, Keirrison 57, 72                 |
| 20 września 2008 | Goiás EC – Santos FC 4:1 Paulo Baier 1, Anderson Gomes 3, Iarley 13k, Rafael Marques 53 – Pará 75                       |
| 20 września 2008 | Atlético Mineiro – Náutico 2:1 Renan Oliveira 33, Vinícius 65 – Ruy 18                                                  |
| 21 września 2008 | Athletico Paranaense – Grêmio Porto Alegre 0:0                                                                          |
| 21 września 2008 | Sport Recife – São Paulo 0:0                                                                                            |
| 21 września 2008 | Figueirense FC – Cruzeiro EC 3:4 Bruno Santos 26, Ramon 36, Diogo 58 – Guilherme 13, 78, Henrique 29, Thiago Ribeiro 68 |
| 21 września 2008 | SE Palmeiras – CR Vasco da Gama 2:0 Diego Souza 25, Alex Mineiro 83                                                     |
| 21 września 2008 | SC Internacional – EC Vitória 1:0 Alex Meschini 31k                                                                     |
| 21 września 2008 | Portuguesa – Botafogo FR 3:1 Fellype Gabriel 54, Edno 75, 83 – Wellington Paulista 41                                   |
| 21 września 2008 | CR Flamengo – Ipatinga 1:0 Marcelinho Paraiba 35                                                                        |

### Kolejka 27
| Data             | Mecz |
| ---------------- | --- |
| 27 września 2008 | Goiás EC – EC Vitória 3:0 Júlio César 38, 49, Paulo Baier 51                                                |
| 27 września 2008 | CR Flamengo – Sport Recife 2:1 Juan Maldondo 81, Vandinho 89 – Roger 9                                      |
| 27 września 2008 | Atlético Mineiro – Figueirense FC 0:0                                                                       |
| 28 września 2008 | Coritiba FBC – Athletico Paranaense 1:1 Ariel 58 – Rafael Moura 55                                          |
| 28 września 2008 | Náutico – SE Palmeiras 0:0                                                                                  |
| 28 września 2008 | Ipatinga – CR Vasco da Gama 3:1 Rodriguinho 18, Adeílson 59, Pablo Escobar 85 – Edmundo 54                  |
| 28 września 2008 | São Paulo – Cruzeiro EC 2:0 André Dias 80, Jancarlos 90+3                                                   |
| 28 września 2008 | Botafogo FR – Fluminense FC 1:1 Carlos Alberto 28 – Edcarlos 90+1                                           |
| 28 września 2008 | SC Internacional – Grêmio Porto Alegre 4:1 DAlessandro 4, Alex Meschini 28, Índio 40, Nilmar 45 – Tcheco 19 |
| 28 września 2008 | Santos FC – Portuguesa 1:1 Kléber Pereira 58 – Athirson 60                                                  |

### Kolejka 28
| Data                | Mecz |
| ------------------- | --- |
| 1 października 2008 | Fluminense FC – Goiás EC 1:1 Conca 36 – Vitor 18                                                                       |
| 2 października 2008 | EC Vitória – Portuguesa 3:1 Marcelo Cordeiro 5, Robert 8, Marquinhos 90+3 – Héverton 88                                |
| 2 października 2008 | Cruzeiro EC – Sport Recife 1:0 Gerson Magrăo 68                                                                        |
| 4 października 2008 | Náutico – CR Flamengo 0:2 Marcelinho Paraiba 16k, Leonardo Moura 86                                                    |
| 4 października 2008 | Ipatinga – São Paulo 1:3 Adeílson 15k – Jean 3, Rodrigo 39, Jorge Wagner 77k                                           |
| 4 października 2008 | SE Palmeiras – Atlético Mineiro 3:1 Leandro 43, Alex Mineiro 63, Denilson 78 – Renan Oliveira 31                       |
| 4 października 2008 | Grêmio Porto Alegre – Botafogo FR 2:1 Douglas Costa 33, Rever 63 – Renato Silva 31                                     |
| 4 października 2008 | Santos FC – Athletico Paranaense 4:0 Cuevas 1, Molina 33, Kléber Pereira 47k, Fabiano Eller 68                         |
| 4 października 2008 | Coritiba FBC – SC Internacional 4:2 Índio 15s, Keirrison 52, 67, Maurício 64 – Maurício 9s, Nilmar 69                  |
| 4 października 2008 | CR Vasco da Gama – Figueirense FC 2:4 Leandro Amaral 66, Edmundo 88 – Marquinho 20, 52, Asprilla 46, Claiton Xavier 60 |

### Kolejka 29
| Data                 | Mecz                                                                                           |
| -------------------- | ---------------------------------------------------------------------------------------------- |
| 8 października 2008  | Grêmio Porto Alegre – Santos FC 2:0 Richard Morales 3, Soares 90+4                             |
| 8 października 2008  | Sport Recife – CR Vasco da Gama 2:2 Kássio 37, Ciro 90+1 – Leandro Amaral 39, 45               |
| 8 października 2008  | Figueirense FC – SE Palmeiras 0:0                                                              |
| 9 października 2008  | Botafogo FR – EC Vitória 3:1 Zárate 36, Lúcio Flávio 65, André Luís 71 – Willians 5            |
| 9 października 2008  | Cruzeiro EC – Ipatinga 1:0 Ramires 27                                                          |
| 9 października 2008  | São Paulo – Náutico 1:0 Hernanes 82                                                            |
| 11 października 2008 | Goiás EC – SC Internacional 1:1 Fahel 36 – Andrezinho 7                                        |
| 11 października 2008 | Portuguesa – Coritiba FBC 0:0                                                                  |
| 11 października 2008 | Athletico Paranaense – Fluminense FC 1:3 Antônio Carlos 15 – Washington Cerqueira 21k, 24k, 76 |
| 11 października 2008 | CR Flamengo – Atlético Mineiro 0:3 Castillo 30, Renan Oliveira, 64, Leandro Almeida 74         |

### Kolejka 30
| Data                 | Mecz                                                                                               |
| -------------------- | -------------------------------------------------------------------------------------------------- |
| 18 października 2008 | Botafogo FR – Santos FC 0:1 Molina 71                                                              |
| 18 października 2008 | SC Internacional – Athletico Paranaense 2:1 Nilmar 37, Alex Meschini 72 – David Ferreira 78        |
| 18 października 2008 | Figueirense FC – Ipatinga 1:1 Tadeu 11 – Pablo Escobar 90+3                                        |
| 19 października 2008 | EC Vitória – Fluminense FC 2:2 Rafael 15, Marquinhos 65 – Thiago Silva 38, Washington Cerqueira 46 |
| 19 października 2008 | Coritiba FBC – Goiás EC 1:1 Felipe 55 – Romerito 38                                                |
| 19 października 2008 | Sport Recife – Náutico 2:2 Durval 45+2, Roger 47 – Gilmar 19, Felipe 59                            |
| 19 października 2008 | SE Palmeiras – São Paulo 2:2 Kléber 78, Leandro 80 – Rogério Ceni 6k, Dagoberto 45                 |
| 19 października 2008 | Portuguesa – Grêmio Porto Alegre 2:0 Ediglę 55, Edno 90+1                                          |
| 19 października 2008 | CR Vasco da Gama – CR Flamengo 0:1 Jorge Luiz 43s                                                  |
| 19 października 2008 | Atlético Mineiro – Cruzeiro EC 0:2 Jonathan 42, Guilherme 90+3                                     |

### Kolejka 31
| Data                 | Mecz |
| -------------------- | --- |
| 22 października 2008 | Goiás EC – CR Vasco da Gama 2:4 Paulo Baier 32k, Iarley 55 – Edmundo 20, 62k, Alex Teixeira 29, Madson 58    |
| 23 października 2008 | Grêmio Porto Alegre – Sport Recife 1:0 Reinaldo 1                                                            |
| 23 października 2008 | CR Flamengo – Coritiba FBC 5:0 Leonardo Moura 20, Obina 35, Ibson 77, Maximiliano Biancucchi 79, Bruno 90+2k |
| 23 października 2008 | São Paulo – EC Vitória 2:1 Hernanes 29, Hugo 53 – Leonardo Silva 14                                          |
| 25 października 2008 | Fluminense FC – SE Palmeiras 3:0 Carlinhos 14, Maurício 38s, Júnior César 42                                 |
| 25 października 2008 | Ipatinga – Botafogo FR 0:3 Leandro Guerreiro 11, Diguinho 22, Thiaguinho 90+1                                |
| 25 października 2008 | Santos FC – Figueirense FC 3:0 Molina 38, Bida 40, Rodrigo Souto 62                                          |
| 25 października 2008 | Athletico Paranaense – Cruzeiro EC 1:0 Rafael Moura 51                                                       |
| 25 października 2008 | Náutico – Portuguesa 1:1 Felipe 17 – Heverton 86                                                             |
| 25 października 2008 | Atlético Mineiro – SC Internacional 2:2 Castillo 6, Pedro Paulo 74 – Alex Meschini 50k, Sandro Ranieri 78    |

### Kolejka 32
| Data                 | Mecz |
| -------------------- | --- |
| 29 października 2008 | Portuguesa – Ipatinga 2:0 Fellype Gabriel 14, 54                                                                          |
| 29 października 2008 | Coritiba FBC – Atlético Mineiro 2:1 Ricardinho 54, Maurício 73 – Renan Oliveira 40                                        |
| 29 października 2008 | SC Internacional – Náutico 1:1 Ângelo 85 – Vágner Silva 90+3                                                              |
| 29 października 2008 | SE Palmeiras – Goiás EC 1:0 Alex Mineiro 28k                                                                              |
| 29 października 2008 | Botafogo FR – São Paulo 1:2 Wellington Paulista 69 – Jean 61, Hernanes 73                                                 |
| 29 października 2008 | EC Vitória – CR Flamengo 0:0                                                                                              |
| 29 października 2008 | Cruzeiro EC – Grêmio Porto Alegre 3:0 Wagner 1, Jonathan 53, Guilherme 66                                                 |
| 30 października 2008 | Sport Recife – Santos FC 1:1 Fernando Fumagalli 30k – Kléber Pereira 45                                                   |
| 30 października 2008 | CR Vasco da Gama – Athletico Paranaense 2:2 Valmir 27, Madson 87 – Julio dos Santos 44, Pedro Oldoni 61                   |
| 30 października 2008 | Figueirense FC – Fluminense FC 0:1 Arouca 12 mecz przerwany w 15 minucie z powodu awarii światła – dokończony 5 listopada |
| 5 listopada 2008     | Figueirense FC – Fluminense FC 0:1 Arouca 12 dokończenie meczu przerwanego 30 października                                |

### Kolejka 33
| Data             | Mecz                                                                                            |
| ---------------- | ----------------------------------------------------------------------------------------------- |
| 1 listopada 2008 | Náutico – EC Vitória 1:0 Felipe 43k                                                             |
| 1 listopada 2008 | CR Flamengo – Portuguesa 2:2 Fábio Luciano 5, Maximiliano Biancucchi 83 – Jonas 54, Athirson 60 |
| 1 listopada 2008 | Ipatinga – Coritiba FBC 2:0 Ferreira 56, 90+4                                                   |
| 2 listopada 2008 | Goiás EC – Cruzeiro EC 3:0 Paulo Baier 2, 8, Henrique 16                                        |
| 2 listopada 2008 | Santos FC – SE Palmeiras 1:2 Bruno 46s – Kléber 1, Léo Lima 90+1                                |
| 2 listopada 2008 | Athletico Paranaense – Sport Recife 1:0 Rafael Moura 90                                         |
| 2 listopada 2008 | Atlético Mineiro – Botafogo FR 2:1 Leandro Almeida 20k, 76 – Carlos Alberto 62                  |
| 2 listopada 2008 | Fluminense FC – CR Vasco da Gama 0:1 Wagner Diniz 71                                            |
| 2 listopada 2008 | Grêmio Porto Alegre – Figueirense FC 1:1 Reinaldo 45 – Marquinho 6                              |
| 2 listopada 2008 | São Paulo – SC Internacional 3:0 Borges 29, Dagoberto 52, Hugo 83                               |

### Kolejka 34
| Data             | Mecz                                                                         |
| ---------------- | ---------------------------------------------------------------------------- |
| 8 listopada 2008 | CR Vasco da Gama – Santos FC 1:0 Edmundo 72                                  |
| 8 listopada 2008 | Portuguesa – São Paulo 2:3 Jonas 41, 71 – Borges 8, 45, 88                   |
| 8 listopada 2008 | Figueirense FC – Athletico Paranaense 0:2 Alan Bahia 24, Rafael Moura 65     |
| 9 listopada 2008 | Botafogo FR – CR Flamengo 0:1 Kléberson 83                                   |
| 9 listopada 2008 | EC Vitória – Atlético Mineiro 0:1 Pedro Paulo 77                             |
| 9 listopada 2008 | SC Internacional – Ipatinga 4:0 Andrézinho 20, Taison 27, Sandro 36, Guto 60 |
| 9 listopada 2008 | Coritiba FBC – Náutico 0:0                                                   |
| 9 listopada 2008 | Cruzeiro EC – Fluminense FC 1:0 Ramires 65                                   |
| 9 listopada 2008 | SE Palmeiras – Grêmio Porto Alegre 0:1 Tcheco 72                             |
| 9 listopada 2008 | Sport Recife – Goiás EC 2:1 César 21, Roger 24 – Fahel 34                    |

### Kolejka 35
| Data              | Mecz |
| ----------------- | --- |
| 12 listopada 2008 | Atlético Mineiro – CR Vasco da Gama 4:1 José Alfredo Castillo 10, Renan Oliveira 31, Leandro Almeida 58k, Leandro Almeida 62k – Madson 68 |
| 15 listopada 2008 | Ipatinga – Sport Recife 3:0 Ferreira 12, Gian 83, Ferreira 90                                                                             |
| 15 listopada 2008 | Náutico – Cruzeiro EC 5:2 Gilmar 4, Felipe 23k, 48, Everaldo Batista 83, Gilmar 88 – Wagner 18, Guilherme 76                              |
| 15 listopada 2008 | Fluminense FC – Portuguesa 3:1 Washington 51, Tartá 73, Romeu 84 – Edno 23                                                                |
| 16 listopada 2008 | São Paulo – Figueirense FC 3:1 Borges 8, 24, Hugo 72 – Cleiton Xavier 43                                                                  |
| 16 listopada 2008 | Goiás EC – Botafogo FR 3:1 Paulo Baier 8, 37, 72 – Lúcio Flávio 79                                                                        |
| 16 listopada 2008 | CR Flamengo – SE Palmeiras 5:2 Marcelinho Paulista 2, Ibson 21, 56, 64, Kléber 70 – Alex Mineiro 12, Kléber 60                            |
| 16 listopada 2008 | Santos FC – SC Internacional 1:0 Michael Quiñónez 69                                                                                      |
| 16 listopada 2008 | Grêmio Porto Alegre – Coritiba FBC 2:1 Tcheco 28, Heverton 75 – Ariel Nahuelpan 90                                                        |
| 16 listopada 2008 | Athletico Paranaense – EC Vitória 2:1 de Miranda Martiniano Rafael Moura 41, Alan Bahía 67 – Robert 32                                    |

### Kolejka 36
| Data              | Mecz |
| ----------------- | --- |
| 20 listopada 2008 | Figueirense FC – Náutico 4:3 Tadeu 3, Cleiton Xavier 9, Diogo 44, Perone 82 – Felipe 1, 71, Vagner 15                                           |
| 22 listopada 2008 | Coritiba FBC – Santos FC 5:1 Keirrison 26, 47, 74, 80, Ariel Nahuelpan 69 – Mauricio Molina 54                                                  |
| 22 listopada 2008 | Portuguesa – Goiás EC 0:0 |
| 22 listopada 2008 | Botafogo FR – Athletico Paranaense 2:2 Lúcio Flávio 22, Leandro Zárate 60 – Alan Bahía 60, Antonio Carlos 73                                    |
| 23 listopada 2008 | Cruzeiro EC – CR Flamengo 3:2 Fernandinho 32, Thiago 65, Ramires 85 – Ibson 55, Obina 70                                                        |
| 23 listopada 2008 | CR Vasco da Gama – São Paulo 1:2 Madson 30 – Jorge Wagner 21, Hugo 49                                                                           |
| 23 listopada 2008 | EC Vitória – Grêmio Porto Alegre 4:2 Leandro Domingues 49, Willians Santana 62, Jackson 70, Marcelo Cordeio 74 – Anderson Martins 25s, Souza 90 |
| 23 listopada 2008 | Sport Recife – Atlético Mineiro 3:0 Durval 82, Ciro 84, 88                                                                                      |
| 23 listopada 2008 | SC Internacional – Fluminense FC 0:2 Romeu 15, Washington 67                                                                                    |
| 23 listopada 2008 | SE Palmeiras – Ipatinga 2:0 Kléber 12, Pierre 36                                                                                                |

### Kolejka 37
| Data              | Mecz                                                                                            |
| ----------------- | ----------------------------------------------------------------------------------------------- |
| 30 listopada 2008 | São Paulo – Fluminense FC 1:1 Borges 57 – Tartá 49                                              |
| 30 listopada 2008 | Atlético Mineiro – Santos FC 0:0                                                                |
| 30 listopada 2008 | Ipatinga – Grêmio Porto Alegre 1:4 Pablo Escobar 4 – Marcel 12, 28, Jean 23, Léo 53             |
| 30 listopada 2008 | CR Flamengo – Goiás EC 3:3 Obina 5, 35, Juan 28 – Paulo Baier 37, Hernando 42, Thiago Feltri 63 |
| 30 listopada 2008 | Náutico – Athletico Paranaense 2:1 Clodoaldo 65, 80 – Ferreira 17                               |
| 30 listopada 2008 | Coritiba FBC – CR Vasco da Gama 0:2 Leandro Amaral 14, 50                                       |
| 30 listopada 2008 | Portuguesa – Sport Recife 2:2 Edno 17, Jonas 32 – Marcio Goiano 11, Jose Fernando Fumagalli 74  |
| 30 listopada 2008 | EC Vitória – SE Palmeiras 0:0                                                                   |
| 30 listopada 2008 | SC Internacional – Cruzeiro EC 1:0 Gustavo Nery 14                                              |
| 30 listopada 2008 | Botafogo FR – Figueirense FC 1:3 Alexsandro 67 – Diogo 52, Jairo 56, William Matheus 81         |

### Kolejka 38
| Data           | Mecz |
| -------------- | --- |
| 7 grudnia 2008 | Cruzeiro EC – Portuguesa 4:1 Thiago 57, Maurinho 59, Fernandinho 81, Fernandinho 86 – Athirson 35                                                                       |
| 7 grudnia 2008 | Figueirense FC – SC Internacional 3:1 Marquinhos 53, Rafael Coelho 68, Cleiton Xavier 70 – Talles 25                                                                    |
| 7 grudnia 2008 | CR Vasco da Gama – EC Vitória 0:2 Leandro Domingues 24, Adriano 74 |
| 7 grudnia 2008 | Sport Recife – Coritiba FBC 4:3 Wilson 7, 13, 45, Durval 89 – Marlos 16, Keirrison 30, Rodrigo Ribeiro 78                                                               |
| 7 grudnia 2008 | Athletico Paranaense – CR Flamengo 5:3 Toró 12s, de Miranda Martiniano Rafael Moura 26, Julio Cesar 39, José Pereira 72, Alan Bahía 87 – Marcelinho Paulista 35, 42, 90 |
| 7 grudnia 2008 | Santos FC – Náutico 0:0 |
| 7 grudnia 2008 | Goiás EC – São Paulo 0:1 Borges 22 |
| 7 grudnia 2008 | Grêmio Porto Alegre – Atlético Mineiro 2:0 Tcheco 62, Soares 82 |
| 7 grudnia 2008 | Fluminense FC – Ipatinga 1:1 Washington 70 – Adeílson 60 |
| 7 grudnia 2008 | SE Palmeiras – Botafogo FR 0:1 Wellington Paulista 49 |

### Końcowa tabela sezonu 2008
| Poz | Klub                 | Mecze | Zw | Rem | Por | Pkt | BrZd | BrStr |
| --- | -------------------- | ----- | -- | --- | --- | --- | ---- | ----- |
| 1   | São Paulo            | 38    | 21 | 12  | 5   | 75  | 66   | 36    |
| 2   | Grêmio Porto Alegre  | 38    | 21 | 9   | 8   | 72  | 59   | 35    |
| 3   | Cruzeiro EC          | 38    | 21 | 4   | 13  | 67  | 59   | 44    |
| 4   | SE Palmeiras         | 38    | 19 | 8   | 11  | 65  | 55   | 45    |
| 5   | CR Flamengo          | 38    | 18 | 10  | 10  | 64  | 67   | 48    |
| 6   | SC Internacional     | 38    | 15 | 9   | 14  | 54  | 48   | 47    |
| 7   | Botafogo FR          | 38    | 15 | 8   | 15  | 53  | 51   | 44    |
| 8   | Goiás EC             | 38    | 14 | 11  | 13  | 53  | 57   | 47    |
| 9   | Coritiba FBC         | 38    | 14 | 11  | 13  | 53  | 55   | 48    |
| 10  | EC Vitória           | 38    | 15 | 7   | 16  | 52  | 48   | 44    |
| 11  | Sport Recife         | 38    | 14 | 10  | 14  | 52  | 48   | 45    |
| 12  | Atlético Mineiro     | 38    | 12 | 12  | 14  | 48  | 50   | 61    |
| 13  | Athletico Paranaense | 38    | 12 | 9   | 17  | 45  | 45   | 54    |
| 14  | Fluminense FC        | 38    | 11 | 12  | 15  | 45  | 49   | 48    |
| 15  | Santos FC            | 38    | 11 | 12  | 15  | 45  | 44   | 53    |
| 16  | Náutico              | 38    | 11 | 11  | 16  | 44  | 44   | 54    |
| 17  | Figueirense FC       | 38    | 11 | 11  | 16  | 44  | 49   | 73    |
| 18  | CR Vasco da Gama     | 38    | 11 | 7   | 20  | 40  | 56   | 72    |
| 19  | Portuguesa           | 38    | 9  | 11  | 18  | 38  | 48   | 70    |
| 20  | Ipatinga             | 38    | 9  | 8   | 21  | 35  | 37   | 67    |

Według regulaminu do Copa Libertadores 2009 zakwalifikować się miały pierwsze 4 kluby w tabeli oraz zdobywca Pucharu Brazylii (Copa do Brasil), natomiast następne 10 klubów w tabeli miało uzyskać awans do Copa Sudamericana 2009 – w tym obrońca tytułu. Do Copa Sudamericana zakwalifikowały się drużyny z miejsc 5-10 i 12-14. Mistrz Brazylii kwalifikował się nie tylko do Copa Libertadores, ale także do Copa Sudamericana. Pozostałe kluby grały albo w jednym, albo w drugim pucharze.
Do drugiej ligi (Campeonato Brasileiro Série B) spadły 4 ostatnie w tabeli kluby: Figueirense FC, CR Vasco da Gama, Portuguesa i Ipatinga.